# 翠松斎栄月
翠松斎 栄月（すいしょうさい えいげつ、生没年不詳）とは、江戸時代の浮世絵師。

## 来歴
鳥文斎栄之の門人。翠松斎、栄月と号し、作画期は享和頃とされるがその他の事は不明。